# Hermijntje Drenth
Hermine Catherine Drenth (Arnhem, 19 de julho de 1994) é uma remadora neerlandesa, campeã olímpica.

## Carreira
No oito com, Drenth conquistou medalhas em três Campeonatos Europeus consecutivos: bronze no Campeonato Europeu de 2020 em Poznań, prata no Campeonato Europeu de 2021 em Varese, e bronze novamente no Campeonato Europeu de 2022 em Munique. No Campeonato Mundial subsequente em Račice, República Tcheca, Drenth ganhou a prata duas vezes, tanto no oito com quanto no quatro sem.
Nos Jogos Olímpicos de Verão de 2024, em Paris, conquistou a medalha de ouro na competição de quatro sem feminino, ao lado de Marloes Oldenburg, Tinka Offereins e Benthe Boonstra com o tempo de 6:27.13.